# Abel Wolman

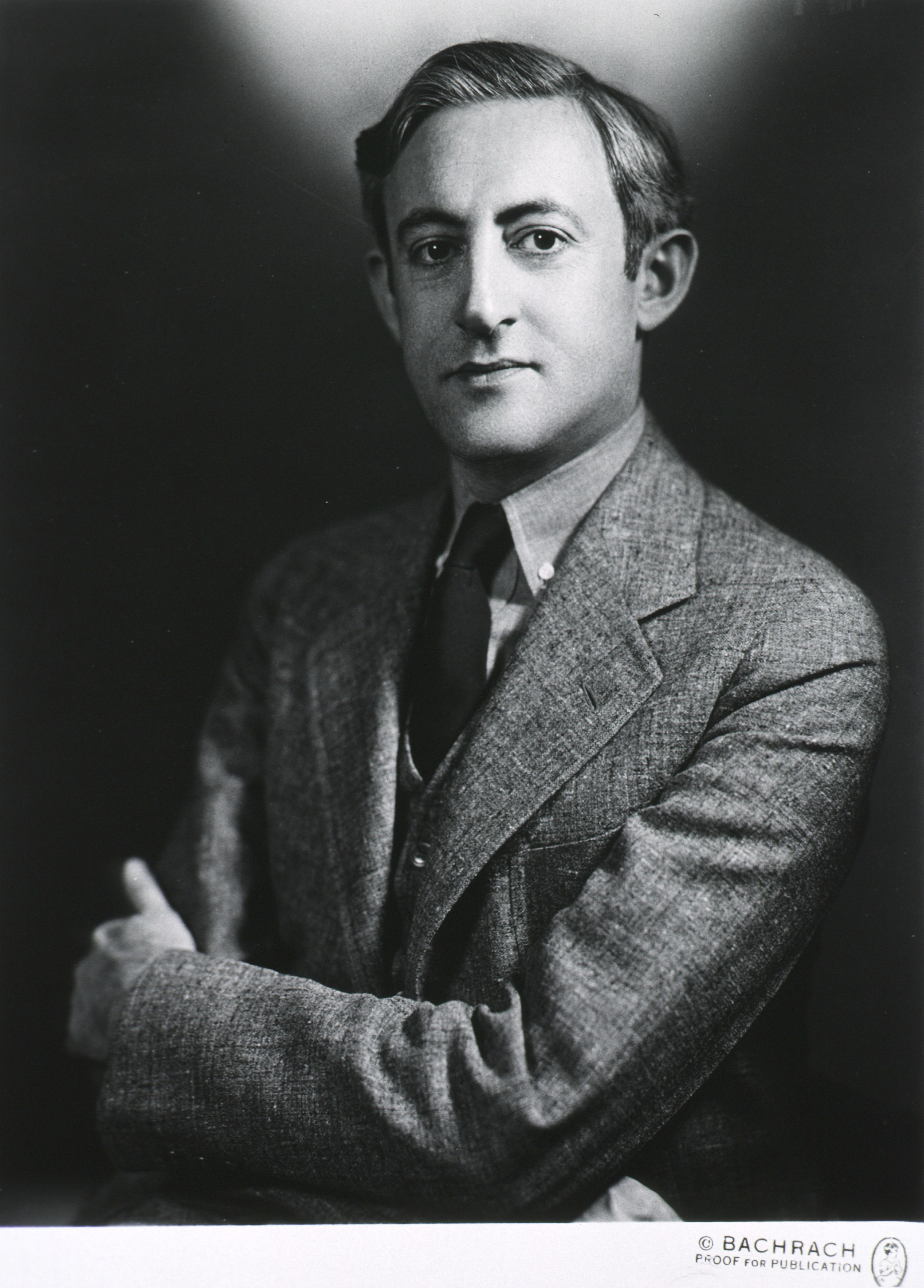
Abel Wolman

Abel Wolman (* 10. Juni 1892 in Baltimore; † 22. Februar 1989 ebenda) war ein US-amerikanischer Ingenieur, der in den USA die Chlorung des Trinkwassers auf eine wissenschaftliche Basis stellte und landesweit durchsetzte.
Wolman kam aus bescheidenen Verhältnissen und war der Sohn polnischer Einwanderer in Baltimore. Er studierte Ingenieurwesen an der Johns Hopkins University (B.A. 1913, B.S. als Ingenieur 1915) und wurde Ingenieur in der Abteilung Öffentliche Gesundheit von Maryland (Maryland State Department of Health), von 1922 bis 1939 als Chefingenieur.
1919 entwickelte er mit seinem Chemiker-Kollegen Linn Enslow die wissenschaftlichen Grundlagen für die breite Nutzung von Trinkwasser-Desinfektion mit Chlor. Die Eignung von Chlor dafür war zwar schon länger bekannt (1854 von John Snow in der Londoner Cholera-Epidemie angewandt und ein amerikanisches Patent dafür wurde 1888 erteilt), es fehlte aber an einer genauen Verfahrensfestlegung für eine sichere Anwendung in der Trinkwasserbehandlung. Wolman verbrachte Jahrzehnte damit, die amerikanische Öffentlichkeit zu überzeugen, aber Anfang der 1940er Jahre wurde es in 85 % der amerikanischen Trinkwasserversorgung angewandt.
Er lehrte lange Zeit an der Johns Hopkins University, wo er 1937 das Fach Sanitätsingenieurwesen gründete. 1962 wurde er emeritiert.
1963 wurde Wolman in die National Academy of Sciences gewählt. 1976 erhielt er den Tyler Prize for Environmental Achievement, 1974 die National Medal of Science, 1986 die Robert E. Horton Medal und 1960 den Albert Lasker Public Service Award.
Sein Sohn war der Geomorphologe M. Gordon Wolman.